# تربة صعيب
تربة صعيب أو بستان الشفاء، وهو موضع في المدينة المنورة والتي ذُكر في إحدى الروايات أنّ النبي محمد استعمل تربته في علاج لمرض الحُمّى لأحد أصحابه، وجعل المسلمون يتبركون ويستشفون به من بعده. قال طاهر بن يحيى العلوي: «صعيب، وادي بطحان دون الماجشونية، وفيه حفرة مما يأخذ الناس منه، وهو اليوم إذا وبى (مرض) إنسان أخذ منه. وهذه الحفرة موجودة يأثرها الخلف عن السلف وينقلون ترابها للتداوي». وقال ابن النجار: «وقد رأيت أنا هذه الحفرة والناس يأخذون منها، وذكروا أنهم قد جربوه فوجدوه صحيحاً».
وقد ذُكرت عدة أحاديث عن النبي محمد تذكر الاستشفاء بتراب المدينة المنورة، منها ما روته عائشة بنت أبي بكر «أنَّ رسولَ اللهِ صلَّى اللهُ عليهِ وسلَّمَ كان إذا اشتكى الإنسانُ الشيءَ منهُ، أو كانت بهِ قرحةٌ أو جرحٌ. قال النبيُّ صلَّى اللهُ عليهِ وسلَّمَ بإصبعِه هكذا. ووضع سفيانُ سبَّابتَه بالأرضِ ثم رفعها «باسمِ اللهِ، تربةُ أرضنا، بريقِةِ بعضِنا، ليُشفَى بهِ سقيمُنا، بإذنِ ربِّنا»».

## روابط خارجية
- فيديو لموضع تربة صعيب (بستان الشفاء) في المدينة المنورة، طيبة نت على يوتيوب